# (151) Abundantia
(151) Abundantia – planetoida z pasa głównego asteroid okrążająca Słońce w ciągu 4 lat i 64 dni w średniej odległości 2,59 j.a. Została odkryta 1 listopada 1875 roku w Austrian Naval Observatory (Pula, półwysep Istria) przez Johanna Palisę. Nazwa planetoidy pochodzi od Abudantii, rzymskiej personifikacji obfitości.